# センチメンタルトレイン
「センチメンタルトレイン」（Sentimental Train）は、日本の女性アイドルグループ・AKB48の楽曲。作詞は秋元康、作曲は姫野博行が担当した。2018年9月19日にAKB48のメジャー53作目のシングルとしてキングレコードから発売された。楽曲のセンターポジションは本来、松井珠理奈が務める予定であったが、活動休止により楽曲には不参加となり、センター不在でのパフォーマンスが行われた。
松井の活動再開後、「センチメンタルトレイン 完全版」の音源およびミュージック・ビデオが制作され、配信限定で発売された。

## 背景とリリース
前作『Teacher Teacher』から4か月ぶりで2018年3作目のシングル。
本曲を歌唱するのは、発売に先立って行われた『AKB48 53rdシングル 世界選抜総選挙』によって選ばれた世界選抜メンバーである。選抜総選挙によるシングルとしては大場美奈（SKE48）、矢吹奈子（HKT48）、田中美久（HKT48）が初選抜となった。田中は『ジャーバージャ』以来2作ぶり、惣田紗莉渚、古畑奈和、本間日陽は『#好きなんだ』以来4作ぶり、武藤十夢は『願いごとの持ち腐れ』以来5作ぶり、大場は『ラブラドール・レトリバー』以来17作ぶりの選抜復帰となった。
2018年7月7日に放送された『THE MUSIC DAY 伝えたい歌』（日本テレビ）において初披露されたが、本来のセンターである松井は体調不良により休養中のため、センターポジションには総選挙のトロフィーとスタンドマイクが置かれ、「センター不在」でのパフォーマンスとなった。それ以降も音楽番組やコンサートではセンターポジションを空けたままでのパフォーマンスが続いた。8月3日には松井が歌唱およびミュージック・ビデオ（MV）に不参加となることが発表された。松井の復帰を前提として、歌唱部分、MV出演部分を追加で録音・撮影できるように制作スケジュールを調整していたが、製造の最終締め切りに間に合わず、不参加という形になった。9月7日放送の『ミュージックステーション』（テレビ朝日）において松井が復帰し、16人でのパフォーマンスを初披露した。
楽曲は、朝の通学電車での切ない片思いを歌ったものとなっている。振付はCRE8BOYが担当した。

## アートワーク
アートワークは『11月のアンクレット』以来3作ぶりに平野文子が手掛けた。Type A 初回限定盤のジャケットは本来、松井のソロショットが使用される予定だったが不参加となったため、鏡に青空が映るだけの写真が採用された。メンバーが一人も映らないジャケットはAKB48としては異例である。
| Type A 初回限定盤 | 青空の写真                               |
| Type B 初回限定盤 | 須田亜香里・宮脇咲良・荻野由佳           |
| Type C 初回限定盤 | 岡田奈々・横山由依・武藤十夢・大場美奈   |
| Type D 初回限定盤 | 矢吹奈子・田中美久・惣田紗莉渚・高橋朱里 |
| Type E 初回限定盤 | 向井地美音・吉田朱里・古畑奈和・本間日陽 |
| Type A 通常盤     | 須田亜香里・武藤十夢・吉田朱里           |
| Type B 通常盤     | 宮脇咲良・田中美久・高橋朱里             |
| Type C 通常盤     | 荻野由佳・矢吹奈子・本間日陽             |
| Type D 通常盤     | 岡田奈々・大場美奈・古畑奈和             |
| Type E 通常盤     | 横山由依・惣田紗莉渚・向井地美音         |
| 劇場盤            | 世界選抜メンバー15名                     |
| 完全版            | 松井珠理奈                               |

## ミュージック・ビデオ
センチメンタルトレイン
ミュージック・ビデオ (MV) は高橋栄樹が監督を担当した。女子高併設の女子大学を舞台に『風の又三郎』をモチーフとした、風のように現れ、風のように去った転校生（松井珠理奈）との出会いと別れを描いている。センターを務める予定であった松井の登場シーンは絵コンテやCGイメージで代用され、後ろ姿のみ代役が立てられた「未完成」作品となっている。『桜の木になろう』MVの映像が松井唯一の実写カットとして挿入されている。松井のボディダブルには白奈里渉が起用された。MVに登場する絵コンテは漫画家の志村貴子によるものである。
ミュージック・ビデオの撮影は兵庫県西宮市にある武庫川女子大学 甲子園会館で行われた。
センチメンタルトレイン 完全版
オリジナルと同じく高橋が監督を務め、松井の登場シーンを本人で補うだけに留まらず、完全版だけの「トリック」が加えられた。

## メディアでの使用
百合を咲かせるか?
日本テレビ連続ドラマ『マジムリ学園』主題歌

## シングル収録トラック

### Type A
初回限定盤と通常盤の2種類が存在するが、収録トラックは同一。
| #         | タイトル                                     | 作詞      | 作曲             | 編曲             | 時間  |
| --------- | -------------------------------------------- | --------- | ---------------- | ---------------- | ----- |
| 1.        | 「センチメンタルトレイン」                   | 秋元康    | 姫野博行         | 姫野博行         | 4:22  |
| 2.        | 「サンダルじゃできない恋」(アンダーガールズ) | 秋元康    | Atelier LadyBird | Atelier LadyBird | 4:16  |
| 3.        | 「友達じゃないか?」(ネクストガールズ)        | 秋元康    | 山田智和         | 住谷翔平         | 4:29  |
| 4.        | 「センチメンタルトレイン（off vocal ver.）」 |           | 姫野博行         | 姫野博行         | 4:22  |
| 5.        | 「サンダルじゃできない恋（off vocal ver.）」 |           | Atelier LadyBird | Atelier LadyBird | 4:16  |
| 6.        | 「友達じゃないか?（off vocal ver.）」        |           | 山田智和         | 住谷翔平         | 4:29  |
| 合計時間: | 合計時間:                                    | 合計時間: | 合計時間:        | 合計時間:        | 26:17 |

| #  | タイトル                               | 作詞 | 作曲・編曲 | 監督       |
| -- | -------------------------------------- | ---- | ---------- | ---------- |
| 1. | 「センチメンタルトレイン Music Video」 |      |            | 高橋栄樹   |
| 2. | 「サンダルじゃできない恋 Music Video」 |      |            | 瀬里義治   |
| 3. | 「友達じゃないか? Music Video」        |      |            | 田中のぞみ |

### Type B
初回限定盤と通常盤の2種類が存在するが、収録トラックは同一。
| #         | タイトル                                     | 作詞      | 作曲             | 編曲             | 時間  |
| --------- | -------------------------------------------- | --------- | ---------------- | ---------------- | ----- |
| 1.        | 「センチメンタルトレイン」                   | 秋元康    | 姫野博行         | 姫野博行         | 4:22  |
| 2.        | 「サンダルじゃできない恋」(アンダーガールズ) | 秋元康    | Atelier LadyBird | Atelier LadyBird | 4:17  |
| 3.        | 「ある日 ふいに…」(フューチャーガールズ)     | 秋元康    | 藤谷一郎         | 藤谷一郎         | 5:19  |
| 4.        | 「センチメンタルトレイン（off vocal ver.）」 |           | 姫野博行         | 姫野博行         | 4:22  |
| 5.        | 「サンダルじゃできない恋（off vocal ver.）」 |           | Atelier LadyBird | Atelier LadyBird | 4:17  |
| 6.        | 「ある日 ふいに…（off vocal ver.）」         |           | 藤谷一郎         | 藤谷一郎         | 5:18  |
| 合計時間: | 合計時間:                                    | 合計時間: | 合計時間:        | 合計時間:        | 27:59 |

| #  | タイトル                               | 作詞 | 作曲・編曲 | 監督     |
| -- | -------------------------------------- | ---- | ---------- | -------- |
| 1. | 「センチメンタルトレイン Music Video」 |      |            | 高橋栄樹 |
| 2. | 「サンダルじゃできない恋 Music Video」 |      |            | 瀬里義治 |
| 3. | 「ある日 ふいに… Music Video」         |      |            | 中村太洸 |

### Type C
初回限定盤と通常盤の2種類が存在するが、収録トラックは同一。
| #         | タイトル                                     | 作詞      | 作曲             | 編曲             | 時間  |
| --------- | -------------------------------------------- | --------- | ---------------- | ---------------- | ----- |
| 1.        | 「センチメンタルトレイン」                   | 秋元康    | 姫野博行         | 姫野博行         | 4:22  |
| 2.        | 「サンダルじゃできない恋」(アンダーガールズ) | 秋元康    | Atelier LadyBird | Atelier LadyBird | 4:16  |
| 3.        | 「ひと夏の出来事」(アップカミングガールズ)   | 秋元康    | 野井洋児         | 野井洋児         | 4:35  |
| 4.        | 「センチメンタルトレイン（off vocal ver.）」 |           | 姫野博行         | 姫野博行         | 4:22  |
| 5.        | 「サンダルじゃできない恋（off vocal ver.）」 |           | Atelier LadyBird | Atelier LadyBird | 4:16  |
| 6.        | 「ひと夏の出来事（off vocal ver.）」         |           | 野井洋児         | 野井洋児         | 4:35  |
| 合計時間: | 合計時間:                                    | 合計時間: | 合計時間:        | 合計時間:        | 26:30 |

| #  | タイトル                               | 作詞 | 作曲・編曲 | 監督     |
| -- | -------------------------------------- | ---- | ---------- | -------- |
| 1. | 「センチメンタルトレイン Music Video」 |      |            | 高橋栄樹 |
| 2. | 「サンダルじゃできない恋 Music Video」 |      |            | 瀬里義治 |
| 3. | 「ひと夏の出来事 Music Video」         |      |            | 大野敏嗣 |

### Type D
初回限定盤と通常盤の2種類が存在するが、収録トラックは同一。
| #         | タイトル                                       | 作詞      | 作曲             | 編曲             | 時間  |
| --------- | ---------------------------------------------- | --------- | ---------------- | ---------------- | ----- |
| 1.        | 「センチメンタルトレイン」                     | 秋元康    | 姫野博行         | 姫野博行         | 4:22  |
| 2.        | 「サンダルじゃできない恋」(アンダーガールズ)   | 秋元康    | Atelier LadyBird | Atelier LadyBird | 4:17  |
| 3.        | 「波が伝えるもの」(第10回世界選抜総選挙記念枠) | 秋元康    | 木下めろん       | 木下めろん       | 3:51  |
| 4.        | 「センチメンタルトレイン（off vocal ver.）」   |           | 姫野博行         | 姫野博行         | 4:22  |
| 5.        | 「サンダルじゃできない恋（off vocal ver.）」   |           | Atelier LadyBird | Atelier LadyBird | 4:17  |
| 6.        | 「波が伝えるもの（off vocal ver.）」           |           | 木下めろん       | 木下めろん       | 3:49  |
| 合計時間: | 合計時間:                                      | 合計時間: | 合計時間:        | 合計時間:        | 25:01 |

| #  | タイトル                               | 作詞 | 作曲・編曲 | 監督     |
| -- | -------------------------------------- | ---- | ---------- | -------- |
| 1. | 「センチメンタルトレイン Music Video」 |      |            | 高橋栄樹 |
| 2. | 「サンダルじゃできない恋 Music Video」 |      |            | 瀬里義治 |
| 3. | 「波が伝えるもの Music Video」         |      |            | 横堀光範 |

### Type E
初回限定盤と通常盤の2種類が存在するが、収録トラックは同一。
| #         | タイトル                                     | 作詞      | 作曲             | 編曲             | 時間  |
| --------- | -------------------------------------------- | --------- | ---------------- | ---------------- | ----- |
| 1.        | 「センチメンタルトレイン」                   | 秋元康    | 姫野博行         | 姫野博行         | 4:22  |
| 2.        | 「サンダルじゃできない恋」(アンダーガールズ) | 秋元康    | Atelier LadyBird | Atelier LadyBird | 4:18  |
| 3.        | 「“好き”のたね」(SHOWROOM選抜)               | 秋元康    | Linia            | 若田部誠         | 3:41  |
| 4.        | 「センチメンタルトレイン（off vocal ver.）」 |           | 姫野博行         | 姫野博行         | 4:22  |
| 5.        | 「サンダルじゃできない恋（off vocal ver.）」 |           | Atelier LadyBird | Atelier LadyBird | 4:18  |
| 6.        | 「“好き”のたね（off vocal ver.）」           |           | Linia            | 若田部誠         | 3:40  |
| 合計時間: | 合計時間:                                    | 合計時間: | 合計時間:        | 合計時間:        | 24:43 |

| #  | タイトル                               | 作詞 | 作曲・編曲 | 監督     |
| -- | -------------------------------------- | ---- | ---------- | -------- |
| 1. | 「センチメンタルトレイン Music Video」 |      |            | 高橋栄樹 |
| 2. | 「サンダルじゃできない恋 Music Video」 |      |            | 瀬里義治 |
| 3. | 「“好き”のたね Music Video」           |      |            | ZUMI     |

### 劇場盤
| #         | タイトル                                     | 作詞      | 作曲             | 編曲             | 時間  |
| --------- | -------------------------------------------- | --------- | ---------------- | ---------------- | ----- |
| 1.        | 「センチメンタルトレイン」                   | 秋元康    | 姫野博行         | 姫野博行         | 4:22  |
| 2.        | 「サンダルじゃできない恋」(アンダーガールズ) | 秋元康    | Atelier LadyBird | Atelier LadyBird | 4:16  |
| 3.        | 「百合を咲かせるか?」                        | 秋元康    | 木下めろん       | 木下めろん       | 4:55  |
| 4.        | 「センチメンタルトレイン（off vocal ver.）」 |           | 姫野博行         | 姫野博行         | 4:22  |
| 5.        | 「サンダルじゃできない恋（off vocal ver.）」 |           | Atelier LadyBird | Atelier LadyBird | 4:16  |
| 6.        | 「百合を咲かせるか?（off vocal ver.）」      |           | 木下めろん       | 木下めろん       | 4:54  |
| 合計時間: | 合計時間:                                    | 合計時間: | 合計時間:        | 合計時間:        | 27:05 |

## 完全版
「センチメンタルトレイン」のセンターポジションを務める予定だった松井珠理奈の活動休止に伴い、本作はセンター不在での発売となった。そのため、松井が活動を再開させた場合には音源とミュージック・ビデオ（MV）の再録・再編集を行うことが決定した。音源およびMVの鑑賞には、「センチメンタルトレイン」CD（MVは初回限定盤・通常盤のみ）に封入されているシリアルナンバーが必要とされた。
2018年10月25日20時にキングレコードの特設サイトにおいて、松井を含む選抜メンバー16人による「センチメンタルトレイン 完全版」の音源とMVの配信が開始された。音源はダウンロード配信、MVはストリーミング配信の形態をとり、一般公開はされず、2019年4月30日までCD購入者向けに限定公開されることとなった。あわせて松井が参加した完全版ジャケットも公開された。同年11月21日より、各種音楽配信サービスでの一般配信が開始された。

### 収録トラック（完全版）
| #  | タイトル                          | 作詞   | 作曲     | 編曲     | 時間 |
| -- | --------------------------------- | ------ | -------- | -------- | ---- |
| 1. | 「センチメンタルトレイン 完全版」 | 秋元康 | 姫野博行 | 姫野博行 | 4:21 |

## 世界選抜メンバー
順位は、『AKB48 53rdシングル 世界選抜総選挙』における順位。松井珠理奈は完全版のみ参加。
- 大場美奈（8位） [注釈 3]
- 岡田奈々（5位） [注釈 4]
- 荻野由佳（4位） [注釈 5]
- 須田亜香里（2位） [注釈 3]
- 惣田紗莉渚（11位） [注釈 3]
- 高橋朱里（12位）
- 田中美久（10位） [注釈 6]
- 古畑奈和（15位） [注釈 3]
- 本間日陽（16位） [注釈 5]
- 松井珠理奈（1位） [注釈 3]
- 宮脇咲良（3位） [注釈 6]
- 向井地美音（13位）
- 武藤十夢（7位）
- 矢吹奈子（9位） [注釈 6]
- 横山由依（6位）
- 吉田朱里（14位） [注釈 7]